# Emily Mortimer
Emily Kathleen Mortimer, född 1 december 1971 i London, är en brittisk skådespelare. Mortimer har bland annat uppmärksammats för sina roller i Elizabeth (1998), Match Point (2005), Lars and the Real Girl (2007) och Shutter Island (2010). 

## Biografi
Emily Mortimer växte upp i Turville Heath, nära Henley-on-Thames, Oxfordshire. Hon är dotter till författaren och dramatikern John Mortimer. Hennes mamma heter Penelope Glossop och hon har en yngre syster, Rosie, som är modell och skådespelare. Hon gick i skolan på den prestigefulla St Paul’s Girls’ School i västra London. Senare studerade hon ryska vid Oxford universitetet. 
Hennes första skådespelarjobb var i tv-adaptionen av Catherine Cooksons The Glass Virgin. Hon var även med i det allra första Morden i Midsomer-avsnittet, där hon hade en stor roll.
Mortimer har två barn tillsammans med sin make, skådespelaren Alessandro Nivola. De träffades på inspelningsplatsen av Labour’s Lost år 2000. Tre år senare gifte de sig i Buckinghamshire. Tillsammans driver de ett produktionsbolag.

## Filmografi i urval
- 1996 – Morden i Midsomer
- 1996 – The Ghost and the Darkness
- 1998 – Elizabeth
- 2001 – The 51st state
- 2003 – Young Adam
- 2003 – Dear Frankie
- 2005 – Match Point
- 2006 – Rosa pantern
- 2007 – Lars and the Real Girl
- 2008 – Transsiberian
- 2009 – Rosa pantern 2
- 2009 – Harry Brown
- 2010 – Shutter Island
- 2011 – Our Idiot Brother
- 2011 – Hugo Cabret
- 2012–2014 – The Newsroom (TV-serie)
- 2014–2015 – Doll & Em (TV-serie)
- 2017 – The Party
- 2018 – Mary Poppins kommer tillbaka
- 2020 – Relic
- 2024 – Paddington i Peru
- 2025 – Jay Kelly